# Апелдорн
А́пелдорн (нидерл. Apeldoorn) — община в провинции Гелдерланд (Нидерланды). Административный центр — Апелдорн. По данным на 30 апреля 2017 года население общины составляло 160 497 человек.

## Население

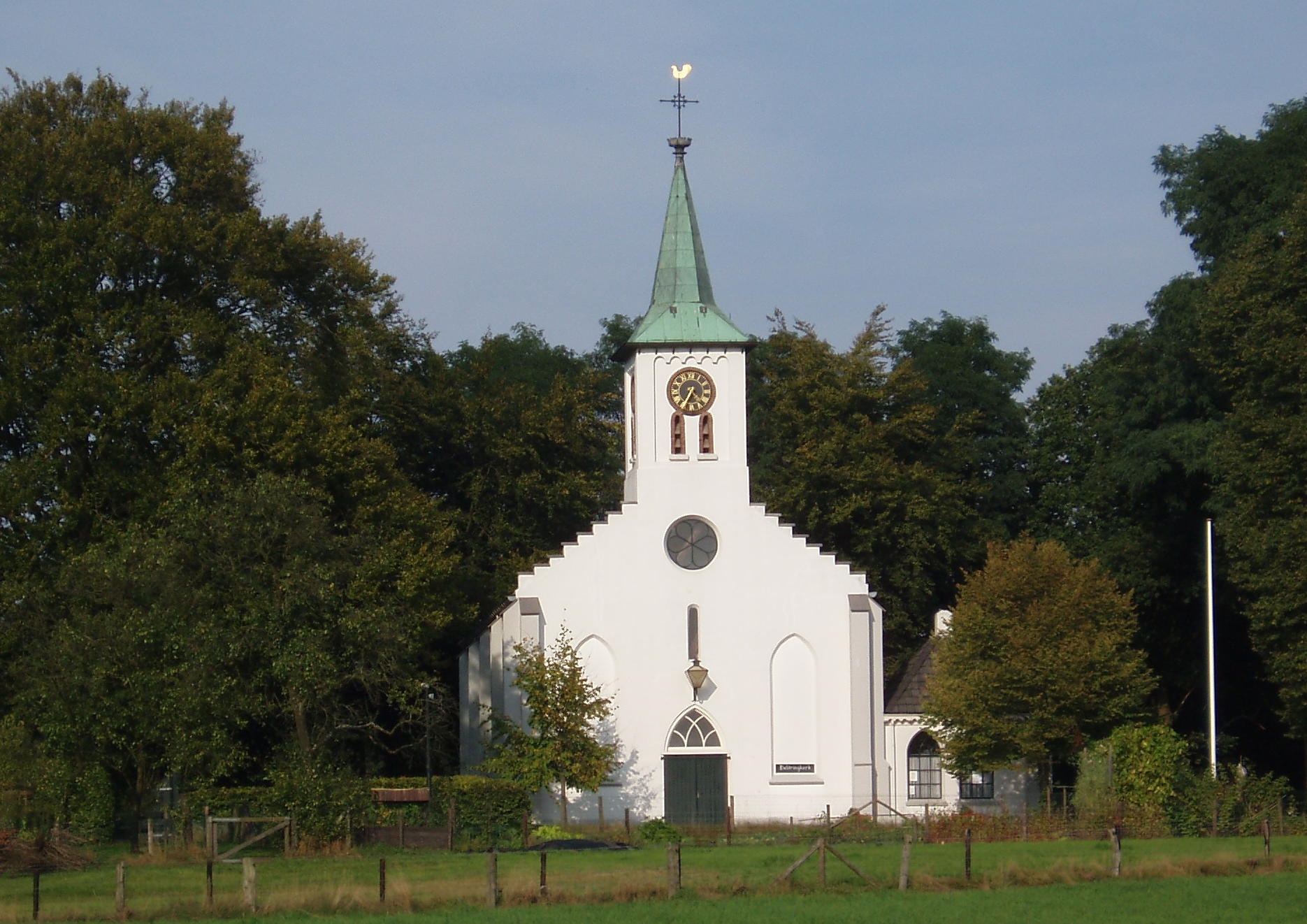
Деревенская церковь в Хундерло

Согласно переписи населения 2001 года, половозрастная структура населения Апелдорна выглядит следующим образом:
| возраст (лет) | мужчин | женщин | всего  |
| ------------- | ------ | ------ | ------ |
| 0-14          | 14188  | 13611  | 27799  |
| 15-24         | 8875   | 8327   | 17202  |
| 25-39         | 17418  | 16827  | 34245  |
| 40-54         | 17588  | 17606  | 35194  |
| 55-64         | 7907   | 8066   | 15973  |
| 65-74         | 5793   | 6930   | 12723  |
| 75-84         | 2963   | 5082   | 8045   |
| 85+           | 640    | 1860   | 2500   |
| всего         | 75372  | 78309  | 153681 |

Экономически активное население — 72 700 чел. Безработных — 969 чел. (1,3 %)

## Природа
Западная часть общины лежит на холмистой местности Велюве, восточная — в долине Эйсел.

## Состав

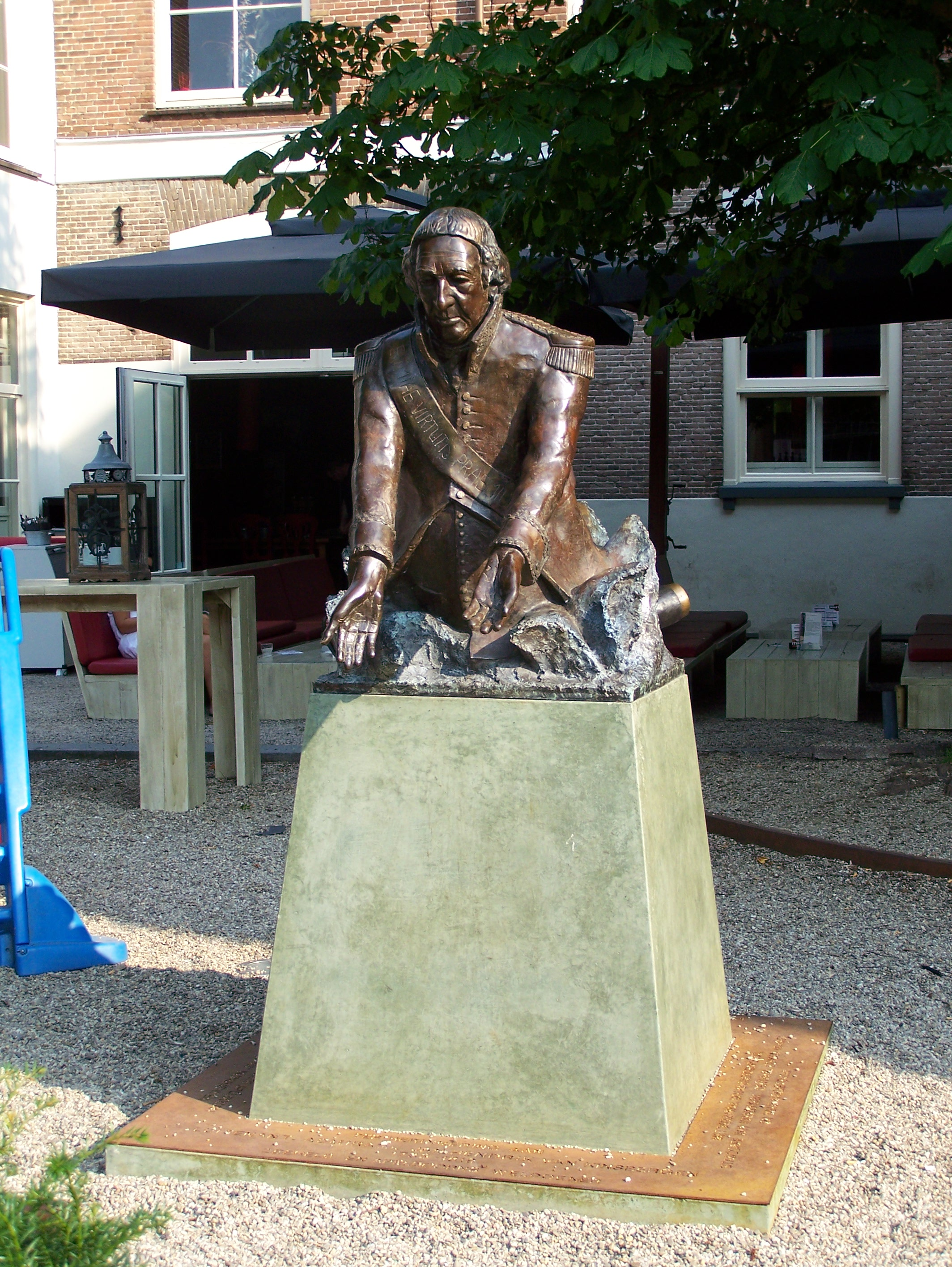
Бюст адмирала Кинсбергена, который провёл в Апелдорне последние годы жизни

Помимо города Апелдорн, в состав общины Апелдорн входят:
- Ассел
- Бекберген (деревня в 6 км южнее от Апелдорна с красивой церковью, несколькими гостиницами и кемпингами)
- Бемте-Брукланд (северный пригород)
- Венюм-Визел (в 5 км к северу от города, имеется старая знаменитая водяная мельница)
- Ваудхёйс
- Грунендал (по автостраде к Арнему)
- Зилвен (к северу от Лунена)
- Кларенбек (к востоку от Лирен, расположен частично в общине Форст)
- Лирен
- Лунен (деревня в 5 км на юго-восток от Апелдорна, здесь расположен замок Тер-Хорст, картонная фабрика и искусственный водопад)
- Ниу-Миллиген (в 10 км от города в направлении к Амерсфорту, находится армейский учебный центр, ряд ферм и строений)
- Остерхёйзен
- Радио-Котвэйк
- Угхелен (ранее — отдельная деревня, сейчас в черте города, хотя сохраняет свой особый колорит)
- Уддел (деревня в 10 км на северо-запад от города, специализируется на выращивании свиней и крупного рогатого скота. Эта местность — известный оплот ортодоксальных протестантов, область между Удделом, Нюнспетом и Пюттеном называют также одним из «Поясов Библии»)
- Хойланден
- Хог-Сурен (деревня, расположенная среди живописного леса Велюве, в местной часовне традиционно совершаются бракосочетания. Между Хог-Суреном и Удделом находится охотничье имение Ардхёйс, где обычно охотилась королевская семья в 19 и 20 веках)
- Хундерло (в 8 км к юго-западу по дороге к Эде, около национального парка Хоге-Велюве, старинная деревенская церковь)
- Энгеланд (к западу от Бекбергена)

## Известные уроженцы
- Беа Виарда (нидерл. Bea Wiarda), нидерландская спортсменка по метанию диска, национальная рекордсменка.
- Уэйлон (певец) - нидерландский певец, представитель Нидерландов на Евровидении-2018.